# Poikilospermum longifolium
Poikilospermum longifolium är en nässelväxtart som beskrevs av A.C. Church. Poikilospermum longifolium ingår i släktet Poikilospermum och familjen nässelväxter. Inga underarter finns listade i Catalogue of Life.